# Квантовый гироскоп
В 1962 году физик Брайан Джозефсон из университета Кэмбриджа предположил, что электрический ток может проходить между сверхпроводящими материалами, даже если их будет разделять тонкий слой изолятора. На основе эффекта Джозефсона Ричардом Паккадром и его коллегой по Калифорнийскому университету был сделан прибор Квантовый гироскоп, позволяющий обнаруживать вращение тела и определять его угловую скорость, основанный на гироскопических свойствах электронов, атомных ядер или фотонов.